# Parque nacional Monte Hypipamee

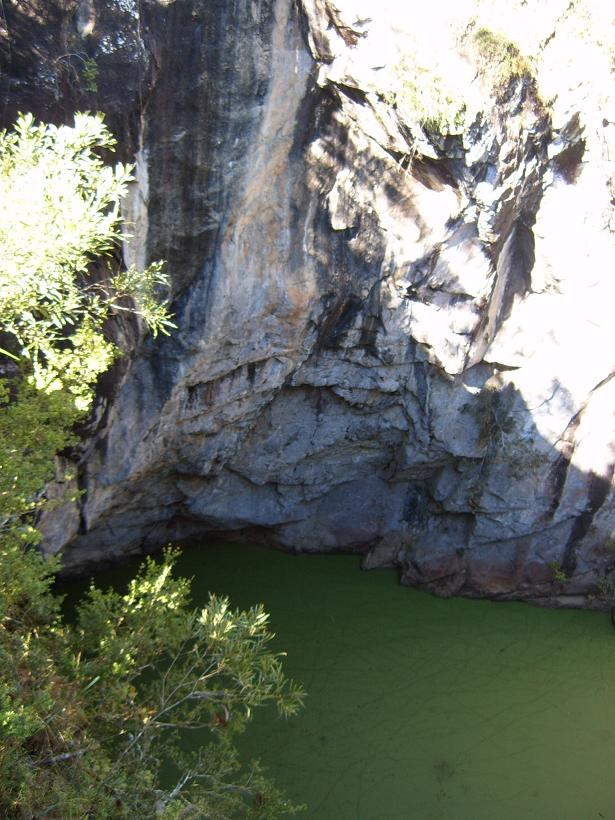
The Crater - Parque Nacional de Hypipamee, Atherton Tableland, Queensland, Australia. Se trata del cráter superficial de un tubo volcánico o diatrema de unos 100 m de diámetro. Sus escarpadas paredes tienen una piscina de agua en el fondo. El tubo gira a una profundidad de unos 80 m bajo el agua y se dirige hacia otras formaciones volcánicas de la región.

Monte Hypipamee es un parque nacional en Queensland (Australia), ubicado a 1358 km al noroeste de Brisbane.

## Datos
- Área: 3,64 km²
- Coordenadas: 17°25′30″S 145°29′10″E / -17.42500, 145.48611
- Fecha de Creación: 1939
- Administración: Servicio para la Vida Salvaje de Queensland
- Categoría IUCN: II

Véase también:
- Zonas protegidas de Queensland

- Datos: Q924190
- Multimedia: Mount Hypipamee National Park / Q924190